# Der rosarote Panther (Fernsehserie)

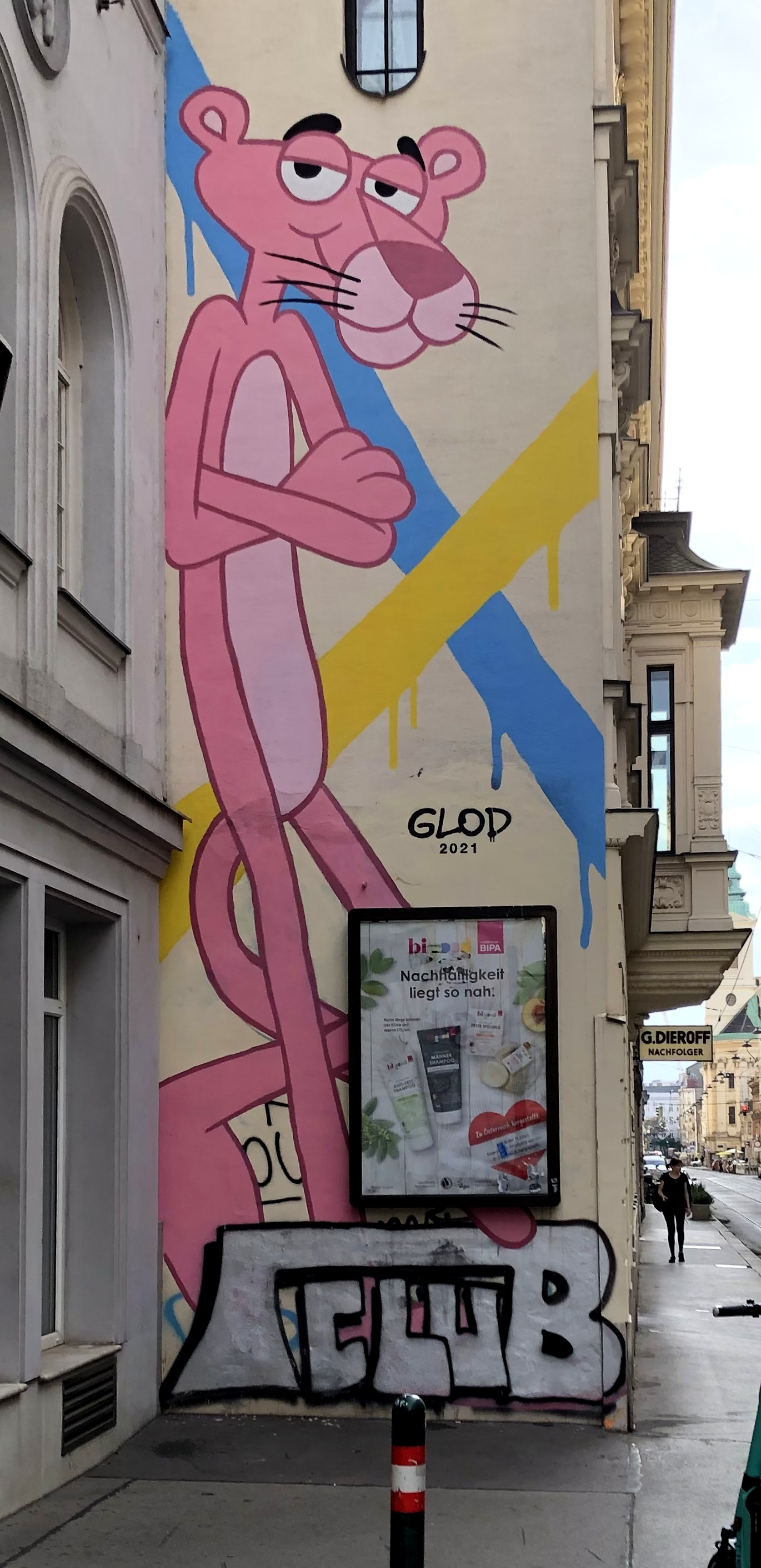
Pink-Panther-Wandbild in Wien gemalt vom Künstler Marcin Glod.

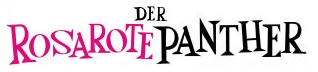
Deutsches Filmlogo (2006)

Englisches Pink-Panther-Logo

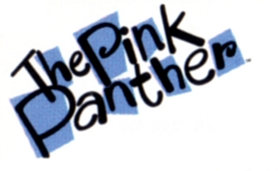
US-amerikanisches Logo

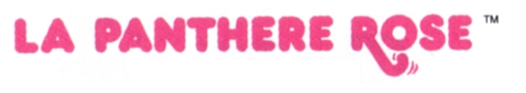
Französisches Logo

Der rosarote Panther ist eine Zeichentrickserie, die auf Basis der für den Filmvorspann zu Der rosarote Panther (1963) entwickelten Zeichentrickfigur entstand. Entwickelt wurde die Figur im Trickfilmstudio von Friz Freleng und David H. DePatie. Im deutschen Sprachraum wird der rosarote Panther oft auch als Paulchen Panther bezeichnet.

## Entstehung
In Vorbereitung zu seinem neuen Film Der rosarote Panther wandte sich der Regisseur Blake Edwards an das junge Trickfilmstudio DePatie-Freleng mit dem Auftrag, den Vorspann zu animieren, in dem ein rosaroter Panther auftauchen sollte. In der Kriminalkomödie selbst trägt ein besonderer Diamant diese farbige Bezeichnung. Unter hunderten Entwürfen zur Figur wählte Edwards eine Studie von Hawley Pratt. Dieser führt bei der Titelsequenz wie auch bei vielen der folgenden Pink-Panther-Cartoons Regie.
Die Resonanz von Kritik und Publikum auf diesen Vorspann mit seinem originellen Protagonisten war äußerst positiv. Das Studio beschloss, mit dem rosaroten Panther eigene Zeichentrickfilme für das Kino zu produzieren, obwohl Anfang der 1960er Jahre die Tradition der Kino-Vorfilme bereits im Aussterben begriffen war. Friz Freleng selbst hatte kurz vor der Gründung des eigenen Trickfilmstudios seine Stelle bei Warner Brothers (Bugs Bunny, Daffy Duck u. a.) verloren, als dort 1962 die Trickfilmabteilung geschlossen wurde. Ihr goldenes Zeitalter erlebten die kurzen Trickfilme vor dem Hauptfilm in den 1940er und 1950er Jahren, als William Hanna und Joseph Barbera (Tom und Jerry, MGM), Tex Avery (MGM), Chuck Jones und andere zeitlose Klassiker des Genres schufen.

## Kino
Der von David DePatie und Friz Freleng produzierte Pilotfilm Suspense Account wurde nie veröffentlicht. Der rosarote Schmierfink (1964) war der erste in Kinos gespielte Pink-Panther-Trickfilm. Darin streicht ein kleines, weißes Männchen unermüdlich die weißen Wände, Türen und Säulen eines Hauses mit blauer Farbe, während der rosarote Panther mit allerlei verspielten Tricks alles auf Rosa umfärbt. Der praktisch nur in den Farben Rosa, Blau, Weiß und Schwarz (für die Konturen) gehaltene Film gewann 1964 den Oscar als bester animierter Kurzfilm; 1966 erhielt der Film Die rosarote Bauruine eine Oscarnominierung. Der namenlose kleine Mann tritt in Variationen in den meisten folgenden Werken als Gegenspieler des rosaroten Panthers auf.
Bis 1980 wurden 124 Kurztrickfilme mit dem rosaroten Panther in unregelmäßigen Abständen produziert. Jeder Film ist etwa sechs Minuten lang und wird mit dem Pink-Panther-Thema von Henry Mancini und einem eleganten, Zigarette rauchenden rosaroten Panther eingeleitet, wie er im ersten Filmvorspann zu sehen war. Der überwiegende Teil dieser Filme wurde für die Kinos produziert und später im Rahmen der Kinderserie im Fernsehen ausgestrahlt.
Die abstrakte, fast surreale Optik des Vorspanns der Blake-Edwards-Komödie und der ersten Trickfilm-Episoden wich schon nach den ersten Folgen einem traditionelleren Stil. Auch der Charakter des Panthers hat sich leicht verändert. Zur frechen Eleganz, die sein erstes Auftreten im Vorspann prägte, gesellte sich tollpatschige Naivität. Zwar sind in einigen Szenen Stimmen zu hören – Dialoge der Figuren oder ein Sprecher im Off, der sich direkt an den (stummen) rosaroten Panther wendet, aber auch eingespielte Publikumslacher – doch blieben diese Experimente die Ausnahme. Der rosarote Panther selbst spricht in nur zwei frühen Filmen, mit britischem Akzent: in Rosarot auf Noahs Arche und Der rosarote Diamant (beide 1965).

## Fernsehen

### US-Original
1969 startete in den USA die erste Pink Panther Show als Trickfilmserie für Kinder. Form und Titel der Serie wurde dabei mit jeder neuen Staffel leicht geändert. Für diese Kinderserie wurde anfangs auf die für das Kino produzierten Cartoons zurückgegriffen, bald aber auch eigene Panther-Folgen produziert.
Neben den Pink-Panther-Cartoons fanden sich die – ebenfalls für das Kino produzierten – Inspektor-Kurztrickfilme, die Zeichentrickvariante von Inspektor Clouseau. (Erich Ebert lieh dem Inspector die deutsche Synchronstimme.) Andere Zeichentrickfiguren gesellten sich dazu, etwa Die blaue Elise (die von Marianne Wischmann gesprochen wurde), die Kröten Sancho und Pancho (Sancho wurde von Edgar Ott, Pancho von Thomas Keck synchronisiert) oder Sheriff Donnerknall und sein Pferd Wirbelwind (Klaus Miedel lieh Donnerknall und Hugo Schrader, später Harry Wüstenhagen Wirbelwind seine Stimme). Diese wurden speziell für die Fernsehserie produziert, genauso wie kurze Überleitungen zwischen diesen Filmen.
Mit dem Erfolg der Fernsehserie und dem Aussterben der unrentablen Kino-Vorfilme bestand die letzte Serie The All New Pink Panther Show im Jahre 1978 (die anders als die Vorgänger nicht mehr auf dem Sender NBC, sondern auf ABC lief) nur noch aus Folgen, die extra für das Fernsehen produziert wurden.
In den USA gab es folgende aufeinanderfolgende Serien mit eigens produzierten Trickfolgen (reine Wiederholungen durch Neuzusammenstellungen bzw. Syndication ausgenommen):
- The Pink Panther Show (1969–1970, 2 Staffeln)
- The New Pink Panther Show (1971–1972, 1 Staffel; Einführung von Die blaue Elise)
- The Pink Panther and Friends (1974–1976, 1 Staffel; Einführung von Sheriff Donnerknall)
- The Pink Panther Laugh-and-a-Half Hour-and-a-Half Show (1976–1977, 1 Staffel; Einführung von Sancho und Pancho)
- The All New Pink Panther Show (1978, 1 Staffel; Einführung von Dummvogel alias Kranich Krummbein)
- The Pink Panther Cartoon Hour (1980–1984, 4 Staffeln; Entführung von Der Inspektor, Die blaue Elise, Sancho und Pancho, Roland, das Blumenkind, Misterjaw, Sheriff Donnerknall, Der blaue Sauser, The Dogfather und Dummvogel alias Kranich Krummbein)

Bei der Ausstrahlung auf Tele 5 in den Jahren 2016–2020 wurde dieses Programmschema samt der dann erstmals im deutschen Fernsehen ausgestrahlten Originalvorspänne übernommen, mit Ausnahme allerdings von The Pink Panther Laugh-and-a-Half Hour-and-a-Half Show, da für dieses US-Format nur Sancho und Pancho neu produziert worden war, wohingegen es sich bei den Panther-, blaue Elise- und Inspektor-Teilen dieses Formats bereits Mitte der 70er in den USA nur um Wiederholungen gehandelt hatte.
Nach Abschluss der eigentlichen Serie wurden in den Jahren 1978–1981 drei etwa halbstündige Spezialepisoden für besondere Anlässe und Feiertage hergestellt:
- Pink Christmas (Thema: Weihnachten, 1978, dt. Titel Paulchen feiert Weihnachten)
- Olym-Pinks (Thema: Olympische Spiele, 1980, dt. Titel Paulchen wird olympisch)
- Pink At First Sight (Thema: Valentinstag, 1981, dt. Titel Spezialitäten zum Valentinstag).

Diese drei Specials liefen im deutschen Fernsehen zuletzt in den Jahren 2004–2006 auf Super RTL.

### Deutsche Fassung
In Deutschland wurde das Material, das die US-amerikanische Pink Panther Show (und die nachfolgenden Serien) bot, erstmals am 1. Oktober 1973 im ZDF unter dem Titel Der rosarote Panther – zu Gast bei Paulchens Trickverwandten ausgestrahlt. Dabei wurden nicht nur der Vorspann und die Reihenfolge der Filme verändert. So bekam der Panther den Vornamen Paul bzw. Paulchen. Noch wesentlicher ist die Ergänzung durch gereimte Kommentare aus dem Off (Verse verfasst von Eberhard Storeck, gesprochen von Gert Günther Hoffmann), die im deutschsprachigen Raum zu einem Markenzeichen der Serie wurden, das Gesehene beschreiben und durch zusätzliche Informationen teilweise erheblich erweitern. Die Verse stellen Rahmenhandlungen und lokale Einordnungen her, die im Original nicht vorkommen. Viele Verse enden mit komischen Bemerkungen oder leiten in Situationen über.

„Man hat den Paul jüngst engagiert

Dass er zur Sommerzeit gastiert

In einem Badeort bei Celle

Als Geiger in der Kurkapelle

Wo man willkommen und beliebt

Wenn man nicht falsch spielt und viel übt.“

Ein weiteres Merkmal der Kommentare sind durchweg stark übertriebene Vergleiche.

„So mulmig weich wie lang gekochte Zwetschgenknödel

Ist’s einem nach mehrfachem Schlag der Wagentür im Schädel.“

Weit bekannt wurde auch das von Fred Strittmatter komponierte Lied Wer hat an der Uhr gedreht? beim Abspann jeder Folge. Der Spruch „Heute ist nicht alle Tage; ich komm wieder, keine Frage“, den Paulchen am Ende spricht, ging in die Alltagssprache über. Der Ausschnitt stammt aus der fünften Pink-Panther-Folge Rosarot auf Noahs Arche (1965), in dem der Pink Panther seinen ersten Satz spricht, im Original: „Why can’t man be more like animals?“

### Deutsche Ausstrahlung
Die deutsche Ausstrahlung der Serie erfolgte auf folgenden Sendern:
- ZDF: Oktober 1973-November 1986
- Pro7: April 1995-Juli 1997
- KiKa: Juli 1997-September 1999
- ORB/MDR/ARD/KiKa: 2001-April 2002 (Parallelausstrahlung in Tom, Jerry & Co.)
- Super RTL: Februar 2001-Juni 2007
- KiKa: November 2007-Juni 2011
- EinsFestival: Juni 2008-November 2009
- SWR: Juli 2010-Dezember 2012
- EinsFestival: Dezember 2010-Juli 2011
- KiKa: April 2013-November 2013
- EinsFestival: Mai 2013-Oktober 2013
- Tele 5: September 2016-Januar 2020 (Erstausstrahlung der US-Vorspänne im deutschen Fernsehen und in der US-Reihenfolge)

### Spätere Serien
Mitte der 1980er Jahre wurde The Pink Panther And Sons (dt.: Der rosarote Panter und seine Söhne) von Hanna-Barbera produziert. Dieser Ableger unter Mitarbeit von Friz Freleng kam über die erste Staffel nicht hinaus.
Eine neue Zeichentrickserie gleichen Namens wurde 1993 von MGM in Angriff genommen. Diesmal bekam der Panther und der kleine Mann eine Stimme (im Deutschen die von Norbert Gescher, die Gert Günther Hoffmanns Stimme recht ähnlich klingt und Hans-Werner Bussinger), was von vielen Fans mit Befremden aufgenommen wurde. Auch vermissten viele den Charme der klassischen Pink-Panther-Filme. Nach drei Staffeln wurde auch diese Neuauflage eingestellt.
Im Jahre 2010 wurde eine weitere Sendung mit dem Namen Pink Panther and Pals von Metro-Goldwyn-Mayer produziert. Dessen 26 Episoden wurden in Deutschland unter dem Titel Der rosarote Panther und Freunde auf dem Pay-TV-Sender Boomerang 2010 erstausgestrahlt.

## Sonstiges
- Ähnlich wie andere Comicfiguren findet sich der rosarote Panther auf unzähligen Merchandising-Produkten, von Wäsche über Computerspiele bis hin zu Plüschtieren.
- Der rosarote (magentafarbene) Panther wurde von der Deutschen Telekom anlässlich ihrer Gründung 1995 und danach als Werbefigur benutzt.
- Nelson Shin arbeitete ab den 1970ern als Animator an der Serie mit.
- Die terroristische Vereinigung Nationalsozialistischer Untergrund (NSU) nutzte Ausschnitte der Folgen für ihre vom Bundeskriminalamt veröffentlichten Bekenner-DVDs.[9]